# Afrikaanse roodstuitzwaluw
De Afrikaanse roodstuitzwaluw (Cecropis melanocrissus) is een zangvogel uit de familie van de zwaluwen (Hirundinidae). Deze soort roodstuitzwaluw komt voor in de noordelijke delen van Afrika ten zuiden van de Sahara.

## Taxonomie
De vogel werd in 1845 door de Duitse vogelkundige Eduard Rüppell geldig beschreven. De hierbij ondergebrachte ondersoort C. m. domicella werd vroeger beschouwd als aparte soort, de West-Afrikaanse roodstuitzwaluw. De andere drie hier vermeldde ondersoorten C. m. melanocrissus, C. m. kumboensis en C. m. emini waren toen ondersoorten van de roodstuitzwaluw in brede zin (Cecropis daurica). Ook het Europese taxon is als soort (Cecropis rufula, roodstuitzwaluw) van dit complex afgescheiden. De overblijvende, verder in oostelijk en zuidelijk Azië voorkomende taxa gaan verder als Cecropis daurica, Oostelijke roodstuitzwaluw.

## Herkenning
De vogel is 16 tot 17 cm lang. Zoals alle soorten roodstuitzwaluwen heeft de vogel het formaat van een boerenzwaluw maar met een duidelijke rode stuit. De West-Afrikaanse ondersoort is vuilwit met vage streepjes op buik en borst, de andere ondersoorten zijn soms oranje van onder. Alle soorten hebben een oranje oorstreek en achterhals en een donkerblauwe kopkap, rug, staart en vleugels.

## Ondersoorten en hun verspreiding
Deze soort komt voor in Afrika en telt vier ondersoorten:
- C. m. domicella (Heuglin, 1869): van Senegal en Gambia tot in het oosten van Soedan
- C. m. melanocrissus (Rüppell, 1845): Ethiopië en Eritrea
- C. m. kumboensis (Bannerman, 1923): Sierra Leone en westelijk Kameroen
- C. m. emini (Reichenow, 1892): zuidoostelijk Soedan, Oeganda, Kenia, Malawi en noordelijk Zambia.

## Status
De Afrikaanse roodstuitzwaluw komt niet als aparte soort voor op de lijst van het IUCN, maar is daar een ondersoort van de oostelijke roodstuitzwaluw (Cecrops daurica).